# Stroud (Australia)
Stroud – miasto w Australii, w stanie Nowa Południowa Walia.

## Miasta partnerskie
- Stroud